# 마르티니역
마르티니역(프랑스어: Gare de Martigny, 프랑스어: Bahnhof Martigny)은 스위스 발레주에 있는 마르티니 지자체에 있는 기차역이다. 스위스 연방 철도의 표준궤 심플론선과 1,000mm 교차로의 중간 정류장이다. 마르티니-샤틀라 및 표준궤 마르티니-오르시에 라인은 마르티니 지역 교통 및 레기온알프스이다.
역에는 5개의 트랙이 있다. 3개의 트랙은 사이드 플랫폼과 아일랜드 플랫폼 이 제공하는 심플론선에 있다. 마르티니-샤틀라 및 마르티니-오르시에 노선을 운행하는 역의 양쪽 끝에 베이 플랫폼이 있다.

## 운행편
2020년 12월 시간표 변경에 따라 마르티니에서 다음 서비스가 정차한다.
- 인터레기오 : 제네바 공항과 브리크 사이를 30분 간격으로 운행한다.
- 레기오 :
  - 몽테와 브리크 사이에 30분 간격 운행, 다른 모든 열차는 몽테에서 생젱골프까지 계속 운행.
  - 르샤블까지 매시간 운행.
  - 몽블랑 익스프레스 : 프랑스 발로르신까지 매시간 운행.